# Ja, Olga Hepnarová
Ja, Olga Hepnarová (czes. Já, Olga Hepnarová) – czesko-polsko-słowacki dramat filmowy z 2016 roku w reżyserii i według scenariusza Tomáša Weinreba i Petra Kazdy. Premiera filmu odbyła się na 66. Międzynarodowym Festiwalu Filmowym w Berlinie.

## Fabuła
Film przedstawia losy Olgi Hepnarovej, ostatniej Czeszki straconej w Czechosłowacji.

## Obsada
- Michalina Olszańska – Olga Hepnarová
- Hedvika Řezáčová – Olga Hepnarová (głos)
- Ondrej Malý – psychiatra Spyrka
- Lukás Bech – prokurator
- Juraj Nvota – adwokat
- Gabriela Mícová – psychiatra Rabska
- Marika Soposká – Jitka
- Roman Zach – psychiatra Vaverka